# جواو أرماندو غونسالفيس
جواو أرماندو غونسالفيس (بالبرتغالية: João Armando Gonçalves‏) (19 سبتمبر 1963) هو رئيس اللجنة الكشفية العالمية وهي الهيئة التنفيذية الرئيسية للمنظمة العالمية للحركة الكشفية. كان عضوا في لجنة الكشافة الأوروبي لمدة ست سنوات، انتخب في عام 2004 ومرة أخرى في عام 2007، وانتخب عضوا في اللجنة الكشفية العالمية في المؤتمر الكشفي العالمي التاسع والثلاثون في البرازيل في يناير كانون الثاني عام 2011. وأعيد انتخابه للجنة في المؤتمر الكشفي العالمي الأربعون في ليوبليانا، سلوفينيا في عام 2014.
بدأ غونسالفيس في مجموعة الكشافة المحلية له في عام 1976، وهو عضو في هيئة المناطق ناسيونال دي البرتغالية شارك في المخيم الدولي في هولندا عام 1995.